# Londen Marathon 1990
De Londen Marathon 1990 werd gelopen op zondag 22 april 1990. Het was de tiende editie van deze marathon.
De Schot Allister Hutton kwam bij de mannen als eerste over de finish in 2:10.10. De Poolse Wanda Panfil zegevierde bij de vrouwen in 2:26.31.

## Uitslagen

### Mannen
| rang   | naam                  | land | tijd    |
| ------ | --------------------- | ---- | ------- |
| Goud   | Allister Hutton       | SCO  | 2:10.10 |
| Zilver | Salvatore Bettiol     | ITA  | 2:10.40 |
| Brons  | Juan Francisco Romera | ESP  | 2:10.48 |
| 4      | Jose Esteban Montiel  | ESP  | 2:11.04 |
| 5      | Michael O'Reilly      | ENG  | 2:11.05 |
| 6      | Yakov Tolstikov       | URS  | 2:11.07 |
| 7      | Ed Eyestone           | USA  | 2:12.00 |
| 8      | Rainer Wachenbrunner  | GER  | 2:12.02 |
| 9      | Tomoyuki Taniguchi    | JPN  | 2:12.22 |
| 10     | Don Janicki           | USA  | 2:12.25 |
| 11     | Honorato Hernandez    | ESP  | 2:12.47 |
| 12     | Paul Pilkington       | USA  | 2:12.52 |
| 13     | Walter Bassi          | ITA  | 2:13.08 |
| 14     | Pascal Zilliox        | FRA  | 2:13.10 |
| 15     | Joaquim Pinheiro      | POR  | 2:13.17 |
| 16     | Andrew Ronan          | IRL  | 2:13.30 |
| 17     | Diego García          | ESP  | 2:13.48 |
| 18     | Dereje Nedi           | ETH  | 2:13.52 |
| 19     | Viktor Mosgovoy       | URS  | 2:14.00 |
| 20     | Nikolay Tabak         | URS  | 2:14.20 |
| 21     | Toshinobu Sato        | JPN  | 2:14.27 |
| 22     | Werner Grommisch      | GER  | 2:14.31 |
| 23     | Peter Dall            | DEN  | 2:14.37 |
| 24     | Rustam Shagiev        | URS  | 2:14.37 |
| 25     | Andrzej Witczak       | POL  | 2:14.41 |

### Vrouwen
| rang   | naam                   | land | tijd    |
| ------ | ---------------------- | ---- | ------- |
| Goud   | Wanda Panfil           | POL  | 2:26.31 |
| Zilver | Francie Larrieu        | USA  | 2:28.01 |
| Brons  | Lisa Rainsberger       | USA  | 2:28.15 |
| 4      | You-feng Zhao          | CHN  | 2:29.35 |
| 5      | Yekaterina Khramenkova | URS  | 2:29.45 |
| 6      | Li-hua Xie             | CHN  | 2:30.18 |
| 7      | Dorthe Rasmussen       | DEN  | 2:30.34 |
| 8      | Irina Bogacheva        | URS  | 2:30.38 |
| 9      | Françoise Bonnet       | FRA  | 2:31.20 |
| 10     | Antonella Bizioli      | ITA  | 2:31.34 |
| 11     | Tatyana Zuyeva         | MDA  | 2:31.47 |
| 12     | Sylviane Levesque      | FRA  | 2:31.49 |
| 13     | Lyubov Klochko         | URS  | 2:32.08 |
| 14     | Maria Rebelo           | FRA  | 2:32.36 |
| 15     | Nicola Morris          | ENG  | 2:33.07 |
| 16     | Ye-mei Li              | CHN  | 2:33.39 |
| 17     | Annette Fincke         | GER  | 2:33.44 |
| 18     | Sally Eastall          | ENG  | 2:34.31 |
| 19     | Akemi Masuda           | JPN  | 2:34.42 |
| 20     | Sissel Grottenberg     | NOR  | 2:34.57 |
| 21     | Valentina Jegorova     | URS  | 2:35.25 |
| 22     | Martine VandeGehuchte  | BEL  | 2:35.27 |
| 23     | Sheila Catford         | SCO  | 2:36.42 |
| 24     | Sally Ellis            | ENG  | 2:36.52 |
| 25     | Wendy Breed            | NZL  | 2:37.02 |

1981 ·
1982 ·
1983 ·
1984 ·
1985 ·
1986 ·
1987 ·
1988 ·
1989 ·
1990 ·
1991 ·
1992 ·
1993 ·
1994 ·
1995 ·
1996 ·
1997 ·
1998 ·
1999 ·
2000 ·
2001 ·
2002 ·
2003 ·
2004 ·
2005 ·
2006 ·
2007 ·
2008 ·
2009 ·
2010 ·
2011 ·
2012 ·
2013 ·
2014 ·
2015 ·
2016 ·
2017